# Gastón Sardelli
Gastón Faustino Sardelli (Don Torcuato, 18 de abril de 1982) es un músico argentino. Es conocido por ser el bajista, vocalista y corista de la banda Airbag, junto a sus hermanos Guido y Patricio Sardelli.

## Biografía
Gastón Faustino Sardelli nació el 18 de abril de 1982 en Don Torcuato, Tigre, Argentina.
Sus padres son Gastón Sardelli y Alicia Beatriz. Tiene dos hermanos, Guido y Patricio.

### Comienzos
Gastón Sardelli, forma una banda con sus amigos, realizando los ensayos en su casa. Pero cuando los ensayos terminaban, Pato y Guido se acercaban a probar los instrumentos descubriendo cual les gusta más. Gastón tocaba el bajo, Patricio la guitarra y Guido la batería formando una banda llamada "Los Nietos de Chuck".
Comenzaron a actuar en bares, pubs y con cada actuación adquirieron mucha experiencia.

### Airbag
Patricio comienza a componer sus propios temas y los tres le buscan un ritmo para poder darle vida a una nueva canción. Al tener varios temas creados graban un demo que reparten en todo sitio donde los reciben. 
Pronto el demo es escuchado por gente de la compañía Warner, la que les da la oportunidad de hacer su primera producción discográfica.
y los hermanos tuvieron que elegir un nombre para la banda, y eligieron Airbag.
Desde sus comienzos, Airbag alcanzó popularidad rápidamente, siendo un total éxito y galardonados 2 veces.
Estudió cuatro años de bioingeniería hasta que la banda explotó.
Las influencias de la banda de rock Airbag fueron bandas hard rock como Rata Blanca, Deep Purple, Aerosmith, Bon Jovi, Guns N' Roses, Van Halen, Iron Maiden, Muse y Rammstein.

### Por fuera de su banda
Además de la música, Gastón tiene fuertes vínculos con otros universos artísticos como el arte plástico y los videojuegos.
También, participa en distintos movimientos de activismo vegetariano, social, animalista y ambientalista.
Ha sido protagonista de varias campañas a favor del vegetarianismo, permanente promotor de los Derechos de los Animales. En contra del maltrato, espectáculos y experimentación sobre animales.

## Vida personal
Gastón Sardelli tiene una relación con la tatuadora Lucía Franzé. En 2022, tuvieron un hijo llamado Galileo.

## Discografía

### Airbag
- 2004: Airbag
- 2006: Blanco y negro
- 2008: Una hora a Tokyo
- 2011: Vorágine
- 2013: Libertad
- 2016: Mentira la verdad
- 2021: Al parecer todo ha sido una trampa
- 2025: El club de la pelea